# Duch Eleny
Duch Eleny (hiszp. El Fantasma de Elena) – amerykańska telenowela z 2010 roku. Wyprodukowana przez wytwórnię Telemundo
Telenowela była emitowana m.in. w Stanach Zjednoczonych przez kanał Telemundo. 

## Wersja polska
W Polsce telenowela była emitowana na antenie TV Puls od 20 stycznia do 8 lipca 2011. Opracowaniem wersji polskiej zajęło się Studio Akme. Autorem tekstu był Grzegorz Szymer. Lektorem serialu był Paweł Straszewski.

## Fabuła
Młoda i piękna Elena Lafe przygotowuje się do ślubu z człowiekiem, którego zna całe życie, sądząc, że nigdy nie spotka nikogo lepszego. W ostatniej chwili zdaje sobie sprawę, że nie kocha pana młodego i ucieka sprzed ołtarza. W tym samym czasie w rezydencji Gironów odbywa się ślub kościelny Eduarda z daleka kuzynką – Eleną Calcaño, mających już ślub cywilny. Pan młody nie kocha żony i w ostatniej chwili zostawia ją samą przed ołtarzem aby pomóc źrebiącej się klaczy. Zrozpaczona Elena Calcaño popełnia samobójstwo rzucając się z najwyższej wieży domu, a jej siostra bliźniaczka Daniela traci zmysły i zostaje zamknięta w zakładzie psychiatrycznym. Rok później Eduardo będący daleko od domu ma wypadek. Znajduje go Elena Lafe i zabiera go do swojego domu. Para zakochuje się w sobie bez pamięci i po tygodniu biorą ślub. Eduardo zabiera żonę do swojej rezydencji, gdzie zostaje dość chłodno przyjęta. Największe zaskoczenie wzbudza w domownikach jej imię – takie samo jak pierwszej, tragicznie zmarłej żony Eduarda. W rezydencji zaczynają się dziać dziwne rzeczy. Wygląda na to, że jest ona nawiedzona przez ducha Eleny Calcaño.

## Obsada
- Elizabeth Gutiérrez jako Elena Lafé
- Segundo Cernadas jako Eduardo Girón
- Ana Layevska jako Elena Calcaño / Daniela Calcaño
- Carlos Montilla jako Dario Giron
- Katie Barberi jako Rebeca Santander de Girón
- Maritza Bustamante jako Corina Santander
- Fabián Ríos jako Montecristo Palacios
- Isabella Castillos jako Andrea
- Elluz Peraza jako Antonia „Latoña” Sulbarán
- Zully Montero jako Margót Uzcátegui / Ruth Merchan (La Reina)
- Jessica Mass jako Dulce Uzcátegui